# Hanriot HD.1
Hanriot HD.1 – francuski samolot myśliwski z okresu I wojny światowej. Nieprzyjęty na uzbrojenie przez francuskie siły powietrzne ze względu na konkurencję innych myśliwców, był jednak maszyną udaną i stanowił główne wyposażenie włoskich i belgijskich sił powietrznych w latach 1917–1918.

## Historia
Wpływ na konstrukcję inż. Pierre'a Duponta miał samolot Sopwith 1½ Strutter budowany na licencji przez firmę Hanriot. HD.1 miał podobny do brytyjskiej maszyny kształt kadłuba i konstrukcję piramidy pod płatem górnym. Maszyna, oblatana w lecie 1916 miała dobre osiągi, doskonale reagowała na stery i wykazywała się wyśmienitą zwrotnością.
Samolot był konkurencją dla wciąż produkowanych Nieuport 11c i wymagał tych samych silników rotacyjnych; Francuskie Siły Powietrzne zdecydowały o przezbrojeniu na SPADy VII i nie chciały wprowadzać do linii dodatkowego typu samolotu, mimo jego dobrych właściwości lotnych. Maszyną zainteresowali się natomiast Włosi i w listopadzie 1916 podjęli produkcję licencyjną w zakładach Nieuport-Macchi. Do służby w pierwszej linii HD.1 wszedł w lipcu 1917 (wcześniej służył w eskadrach szkolnych). W szczytowym okresie Hanrioty służyły w 16 z 18 włoskich eskadr myśliwskich. Samolot był niezwykle lubiany przez pilotów, którzy na nim latali, a włoscy myśliwcy woleli zwrotne Hanrioty od dużo szybszych SPADów S.XIII. Maszyny te były także bardzo solidne i odporne na uszkodzenia.
W czerwcu 1917 roku Belgowie złożyli zamówienia na 125 maszyn w fabryce Hanriota – od sierpnia stały się one podstawowym sprzętem Belgijskich Sił Powietrznych. Latali na nich najwybitniejsi piloci belgijscy, w tym "Niebieski Diabeł" Willy Coppens, sławny Balloon Buster (37 zwycięstw, wszystkie na Hanriocie). Maszyny HD.1 były tak cenione przez Belgów, że zrezygnowali z proponowanych im Cameli. Główną wadą HD.1 było słabe uzbrojenie składające się z 1 karabinu maszynowego – dodanie drugiego negatywnie wpływało na osiągi; w 1918 samolot był też stosunkowo wolny.
Produkcja Hanriotów HD.1 wynosiła 125 w macierzystych zakładach dla Belgii, a 831 w czasie wojny i 70 po jej zakończeniu w Nieuport-Macchi w Varese. Dodatkowo 16 maszyn kupili w 1921 Szwajcarzy; francuska marynarka zakupiła dla swego lotnictwa 35 sztuk, a pojedyncze samoloty (w tym wersje pływakowe) wyprodukowano dla marynarki amerykańskiej.

## Konstrukcja
Dwupłat o konstrukcji drewnianej, z kadłubem kratownicowym, krytym płótnem, w przedniej części – blachą aluminiową; płaty prostokątne, dwudźwigarowe, na końcach ścięte skośnie, kryte płótnem. Górny płat o wzniosie 4°, wyposażony w lotki, dolny bez wzniosu. Dwa równoległe słupki łączące płaty o podobnej cięciwie (dolny miał znacząco mniejszą rozpiętość) zapewniały dobrą sztywność komory płatów. Podwozie było stałe, w układzie klasycznym.
Silniki – różne typy silników rotacyjnych Le Rhône lub Clerget, o mocy od 80 do 96 kW.
Samolot uzbrojony był w 1 lub 2 km Vickersa.

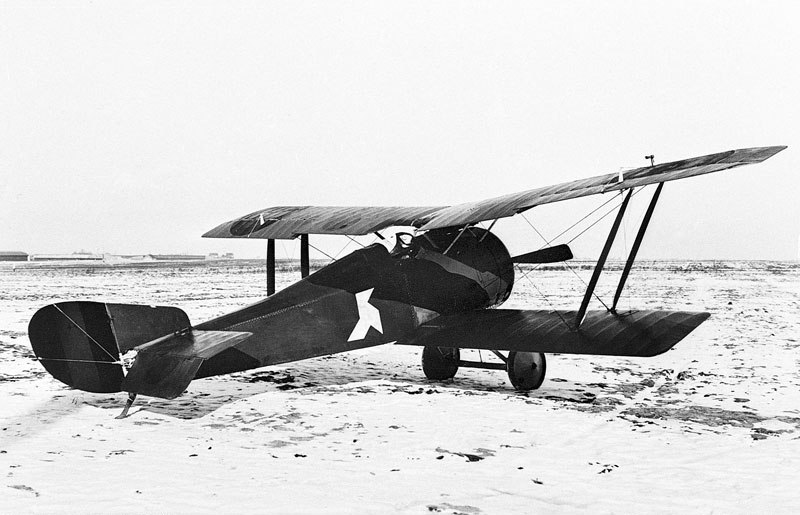
Belgijski HD.1 w 1918 roku
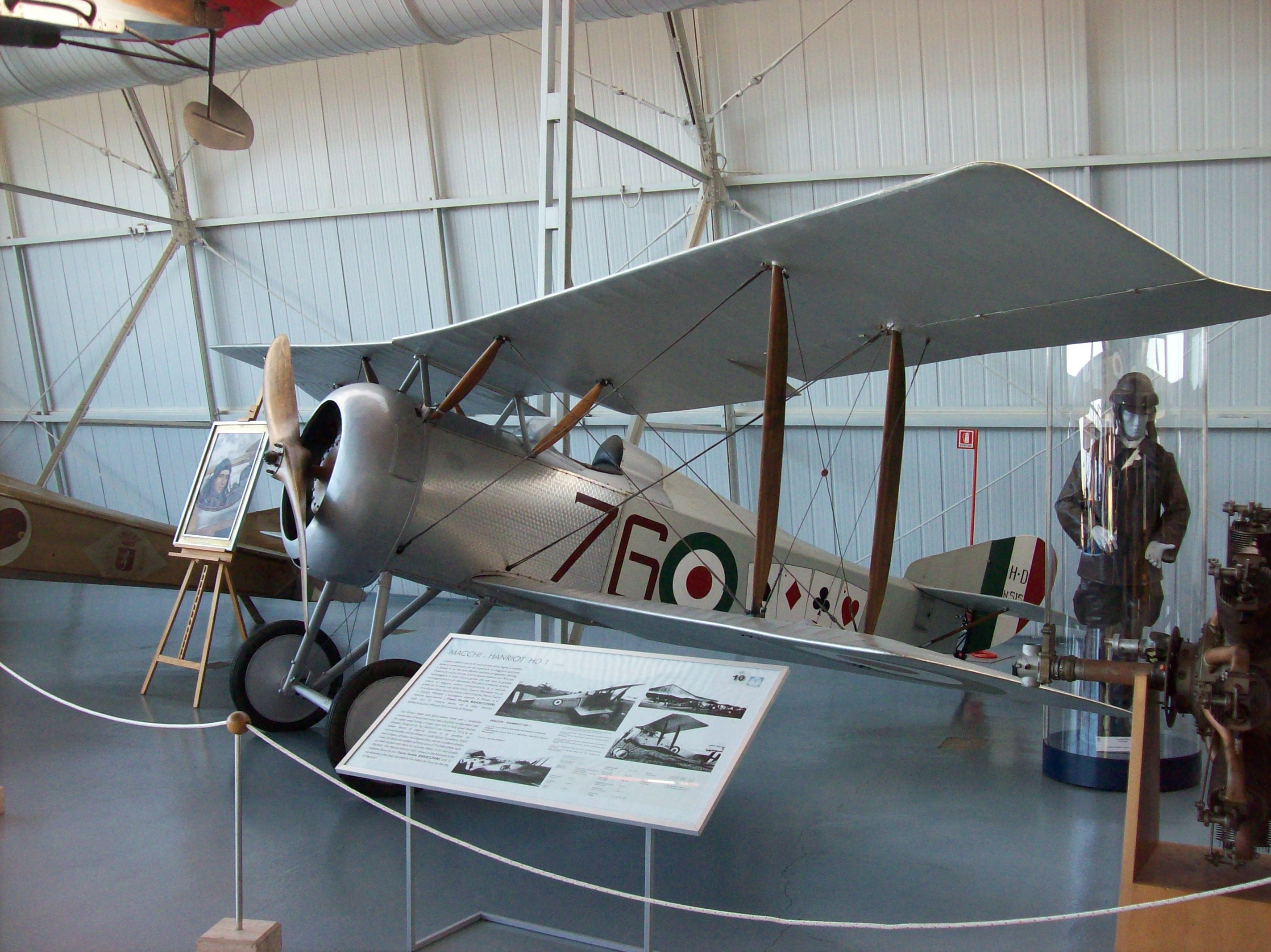
Włoski, licencyjny HD.1 w muzeum Vigna de Valle
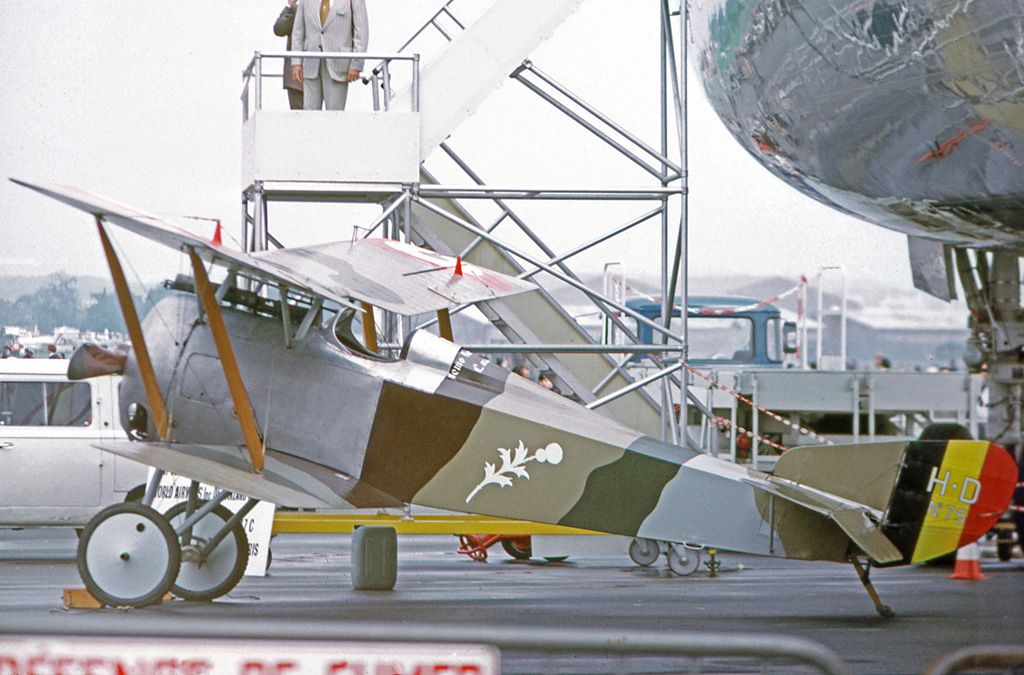
Belgijski muzealny HD.1 w Le Bourget